# Wolfgang Georgsdorf
 (octobre 2023).
 (mars 2019).
Si vous disposez d'ouvrages ou d'articles de référence ou si vous connaissez des sites web de qualité traitant du thème abordé ici, merci de compléter l'article en donnant les références utiles à sa vérifiabilité et en les liant à la section « Notes et références ».
Wolfgang Georgsdorf né à Linz (Autriche) le 10 septembre 1959, est un artiste de média, réalisateur, sculpteur, musicien, auteur et inventeur  basé à Berlin.   

## Biographie

### Études
Georgsdorf a étudié de 1977 à 1983 à l'université d'art et de design industriel Linz. Au cours de ces années, il est devenu l'un des membres fondateurs du Stadtwerkstatt et du projet de musique expérimentale Die Post  (la poste).

## Son œuvre

### Travail olfactif
Georgsdorf a commencé à explorer l'art olfactif dans les années 1980. L'une de ses premières installations olfactives a été présentée au festival Ars Electronica en 1986. En 1996, il a construit le prototype d'une machine à senteurs, à commande mécanique qu'il a appelée : Smeller 1.0.
Lors d' une exposition Werk'Zeuge au OÖ Landesmuseum (musée national de la haute Autriche), il a présenté Smeller 1.0 qui lui a permis de reproduire certaines senteurs pour le public.  
En 2011, il a commencé à travailler sur le Smeller 2.0, un organe olfactif à commande électronique. En 2012, le Smeller 2.0 terminé a été présenté à l'exposition "Sinnesrausch" au Kulturquartier autrichien de juin à octobre pendant la même année.  
En 2013, Georgsdorf a été récompensé pour Smeller 2.0 par le Outstanding Artist Award.   
En 2016, il a initié un festival entier à Berlin pour la nouvelle forme d'art Osmodrama - Storytelling with Scents.
Le festival a exploré les possibilités de l'art olfactif en conjonction avec diverses autres formes d'art basées sur le temps.  
En 2017, il a reçu le prix "The Art and Olfaction Awards" de "Institute for Art and Olfaction", basé à Los Angeles.

#### Smeller 1.0
C'est en 1996 que Wolfgang Georgsdorf a présenté sa première machine olfactive dans le "Oberösterreichisches Landesmuseum", le musée de la haute Autriche. Il a inventé le premier  orgue d'odeurs qui permet de diffuser certaines senteurs pour le public. En même temps, il a formulé et publié la vision d'un "Smeller 2.0" contrôlé électriquement et digitalement, qui se présente avec ses caractéristiques technologiques.

#### Smeller 2.0
Smeller 2.0  est une machine olfactive à commande électronique développée par Wolfgang Georgsdorf dans le but de la recherche et l’implication des performances olfactives. Avec Smeller 2.0, il est possible de diffuser des odeurs  qui ont été déjà mélangées dans une pièce et de les faire disparaitre aussi rapidement qu'elles ont été diffusées. Grâce à une performance qui dure une trentaine de minutes, des séquences d'odeurs et de senteurs se diffusent instantanément dans une salle de spectacle,.
Depuis 2011, Georgsdorf travaille à la réalisation de son projet à long terme Smeller 2, un orgue à senteurs électronique, qui a émis des parfums complexes lors de la grande exposition Sinnesrausch dans le quartier culturel de Haute-Autriche de juin à octobre 2012.
En 2013, Wolfgang Georgsdorf a reçu le prix de l'artiste autrichien du Prix de la culture autrichienne pour l'interdisciplinarité pour Smeller 2.0. 

##### Osmodrama
Osmodrama  vient du grec "osme" qui signifie odeur et l'ancien grec "dráma" qui veut dire action. Ceci fait référence, d’une part, à la performance de l’art olfactif utilisant la machine Smeller 2.0, d’autre part au festival intitulé Osmodrama - Storytelling with Scents, lancé pour la première fois pendant l'été 2016 à Berlin.
Wolfgang Georgsdorf est le créateur, initiateur (réalisateur) et l’artiste responsable du projet.

### Langue des signes
De 1983 à 1986, Georgsdorf a participé au projet de Bangkok en tant que membre du groupe Minus Delta t. Il est de plus en plus impliqué dans les médias interactifs depuis les années 1990.
Fasciné par l'esthétique, les expressions faciales et la poésie dans la communication des sourds, Georgsdorf a appris la langue des signes et a publié sept ans après avoir traité le sujet en 2000, MUDRA, le premier dictionnaire numérique bidirectionnel de la langue des signes autrichienne (ÖGS) en neuf dialectes.
Parmi ses autres occupations, dans les projets insensés et Deaf Dance, il aborde le sujet de manière artistique, remet des clips vidéo et en langue des signes, organise des conférences sur la culture et la langue des sourds et organise des spectacles de danse pour les sourds et pour les auditeurs,.
En 2005, il a été invité en tant que conférencier à la première conférence mondiale Wikipédia Wikimania et a présenté ses idées sur la langue des signes sur Wikipédia et son concept Hyperfilm visant à intégrer la connaissance du monde analphabète.
Parmi ses diverses interventions politiques et sociales, il a notamment été  membre dans le mouvement Opal-so-nicht, qu'il a fondé en 2007 en tant que porte-parole, et qui a abouti à un procès fructueux contre Gazprom et BASF dans le parc naturel de Dahme-Heideseen déplacé.

### Films
Il réalise des films d'avant-garde et expérimentaux depuis 1977 et a été membre du groupe autrichien Cinéastes Coop et la Film Association "Independent Films Linz", avec de  liens forts vers la London Filmmakers Coop. Depuis les années 1980, son début
Films expérimentaux projetés dans des festivals de films en Europe et aux États-Unis.

### Filmographie
- 1977 : "Sub und Ultra"
- 1979 : "Rom"     (Rome)
- 1980 : "Unter der     Tonne" (sous le tonneau)
- 1981 : "Hängende     Männer" (les hommes suspendus)
- 1981 : "In the Dim of     Proximity" (Dans la pénombre de la proximité)
- 1982 : "Gärtrommel"     (le tambour de la fermentation)
- 1985 : "Simultan     Dolmetsch" (Interprète simultané)
- 1992 : "Salzburg Skizzen     Tag und Nacht" (Esquisses de Salzbourg jour et nuit)
- 1993 : "Zelt an der     Donau" (Tente sur le Danube)
- 1995 : "Towards Human     Rights"(vers le droit des hommes)
- 1999 : "Ballade     Berlin" (Ballade à Berlin)
- 2008 : "Hammer"
- 2010 : "Sketches on Japan"
- 2011 : "The Gazprom Year"
- 2012 : "Permanent     Conference"
- 2013 :  "NO(I)SE"
- 2016 : "Permanent    Conference (Xylomat)"
- 2017 : "Osmodrama - Video     12"

### Musique
- "Die Post" (1979 - 1983)
- Minus Delta T, Concert
- "Waldxylophone":  le Xylophone de la foret
- Berlin Improvisers Orchestra [19]
- Ensemble d'improvisations libres[20] à Berlin.

### Beaux-Arts
- Peinture et art graphique
- Sculpture
- Installations : -Pixel Polter- Chemins forestiers orientés vers la lecture -Travaux avec Minus Delta T

### Expositions
- 1990: Decharge, Fondation Cartier/ Jouy en Josas.
- 1990: Fünfte Lade, gallerie court Cabinet and Smart Gallerie, Vienne.
- 2003: sinnlos - die Kunst / die Körper / die Fremdkörper, Künstlerhaus Graz  (inutile - l'art / le corps / le corps étranger, Künstlerhaus Graz), Graz.
- 2005: Auf wär men, gallerie court cabinet, Linz.
- 2006: Balla Balla Bar, performance, Berlin.
- 2006: Lesefährten Waldweisen, Brandebourg[21].
- 2006: Waldxylofon Brandenburg, Brandebourg.
- 2008/2009: Lichtung, Copyright Projektbüro, Berlin.
- 2009: Exposition individuelle Lichtung, Copyright, Berlin.
- 2011: "Année de la foret" , galerie ZS-Art, Vienne
- 2011: "SEHNEN",  Espace d'art Basement, Vienne.
- 2012: "INNESRAUSCH",  OÖ Kulturquartier, Linz, Autriche.
- 2013:  RIECHER, Galerie Hofkabinett/Linz.
- 2013: "PIXEL POLTER - Big Picture" Militärflugfeld Löpten à Berlin.
- 2016: Premiere Festival Osmodrama via Smeller, Art Space StJE-Kirche, Berlin-Mitte.
- 2017: "Echtzeit", Assemblage technique Dresde.
- 2018: "Welt ohne Außen - Immersive Räume seit den 60er Jahren", Martin-Gropius-Bau, Berlin.

## Prix et bourses
- 1990 : bourse de la Fondation Cartier pour l'art contemporain.
- 2013 : Prix de l'artiste exceptionnel du ministère fédéral autrichien de l'Art et de la Culture pour Smeller 2.0.
- 2017 : Prix de Sadakachi Award, Prix d'art et olfaction pour Osmodrama Berlin 2016 via Smeller 2.0.
- 2017 : Nomination pour le prix Art et Science de Dresde, centre de science et de l'art.